# Guzmán, Mexiko
Guzmán är en ort i Mexiko.   Den ligger i kommunen San Pedro Pochutla och delstaten Oaxaca, i den sydöstra delen av landet, 500 km sydost om huvudstaden Mexico City. Guzmán ligger 153 meter över havet och antalet invånare är 263.
Terrängen runt Guzmán är platt åt sydväst, men åt nordost är den kuperad. Runt Guzmán är det ganska tätbefolkat, med 86 invånare per kvadratkilometer. Närmaste större samhälle är San Pedro Pochutla, 4,8 km sydost om Guzmán. Omgivningarna runt Guzmán är en mosaik av jordbruksmark och naturlig växtlighet.